# Michigansjön

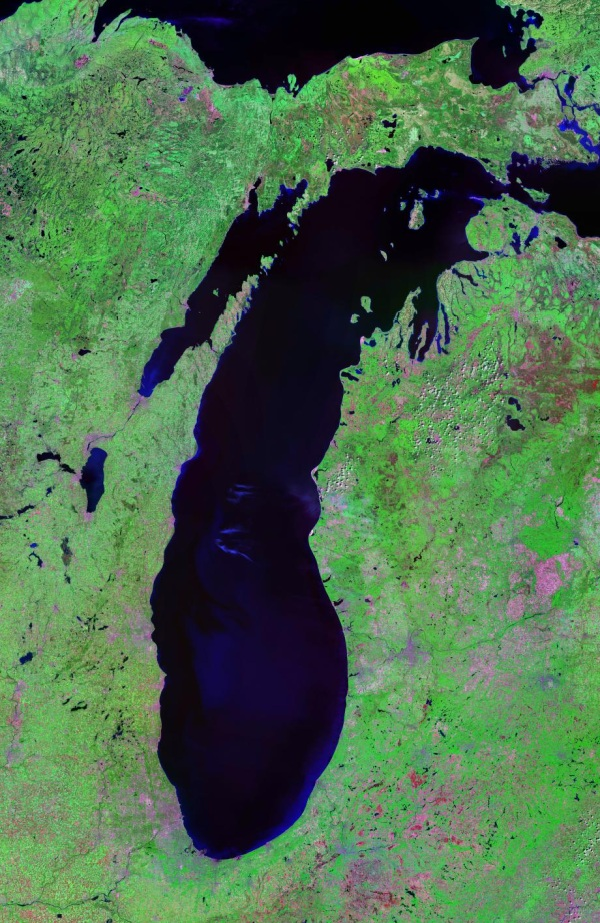
Satellitfoto av Michigansjön.

Michigansjön (engelska: Lake Michigan) är en av de nordamerikanska Stora sjöarna. Michigansjön har en yta på 58 030 kvadratkilometer, med en volym på 4 900 kubikkilometer, och är den enda i Stora sjösystemet som inte gränsar till Kanada. Sjön har utlopp till Huronsjön via Mackinacsundet, som är en del av Great Lakes Waterway.
Flera nationalparker ligger längs Michigansjöns stränder, däribland Sleeping Bear Dunes National Lakeshore och Indiana Dunes National Lakeshore. Delar av Michigan Islands National Wildlife Refuge ligger på Michigansjöns strand.
Michigansjöns stränder, framför allt de i västra Michigan och norra Indiana, är kända för sin vita och mjuka sand. Vattnet är kallt och kristallklart. Vid klart väder kan man från Michigansidan av sjön se över till Wisconsin.
Bilister som vill korsa Michigansjön kan ta en färja som går mellan Ludington, Michigan och Manitowoc County.
De amerikanska delstater den gränsar till är, räknat medsols från söder: Indiana, Illinois, Wisconsin och Michigan. Namnet Michigan syftade från början på sjön och tros komma från ordet michi-gami, vilket betyder stort vatten på ursprungsbefolkningens språk Ojibwa. Omkring 12 miljoner människor bor längs sjöns stränder, och hårdast industrialiserad är den södra delen. Städer, med mer än 30 000 invånare, längs Michigansjöns stränder är följande: 
- Hammond, Indiana
- East Chicago, Indiana
- Gary, Indiana
- Portage, Indiana
- Michigan City, Indiana
- Muskegon, Michigan
- Green Bay, Wisconsin
- Manitowoc County
- Sheboygan, Wisconsin
- Milwaukee
- Racine, Wisconsin
- Waukegan, Illinois
- North Chicago
- Highland Park, Illinois
- Evanston, Illinois
- Chicago